# Zygmunt Trylański
Zygmunt Trylański (ur. 10 lutego 1946, zm. 28 marca 2024) – polski artysta fotograf, uhonorowany tytułami Artiste FIAP (AFIAP), Excellence FIAP (EFIAP), Excellence FIAP Bronze (EFIAP/b), Excellence FIAP Silver (EFIAP/s). Członek rzeczywisty i Artysta Fotoklubu Rzeczypospolitej Polskiej (AFRP). Członek Okręgu Dolnośląskiego Związku Polskich Fotografów Przyrody. Członek Jeleniogórskiego Towarzystwa Fotograficznego.

## Życiorys
Zygmunt Trylański fotografował od 1965 roku, od 1971 roku mieszkał i pracował w Szklarskiej Porębie. Od 1972 roku należał do Jeleniogórskiego Towarzystwa Fotograficznego. W latach 1975–1980 aktywnie uczestniczył w działalności fotograficznej stowarzyszeń (grup fotograficznych) takich jak: „A-74”, „Gama 74”, „Sektor”. Był członkiem grupy „Jeleniogórska Strefa Fotografii”.  
W 2013 roku został członkiem Okręgu Dolnośląskiego Związku Polskich Fotografów Przyrody. W 2013 roku Zygmunt Trylański został przyjęty w poczet członków Fotoklubu Rzeczypospolitej Polskiej Stowarzyszenia Twórców. Decyzją Komisji Kwalifikacji Zawodowych Fotoklubu RP, otrzymał dyplom potwierdzający kwalifikacje do wykonywania zawodu artysty fotografa, fotografika (legitymacja nr 348). W 2015 roku został laureatem nagrody Ducha Gór, przyznanej przez władze Szklarskiej Poręby za promocję miasta. 
Uczestniczył w posiedzeniach jury w konkursach fotograficznych. Był autorem i współautorem wielu wystaw fotograficznych; indywidualnych, zbiorowych, poplenerowych, pokonkursowych. Szczególne miejsce w twórczości Zygmunta Trylańskiego zajmowała fotografia krajobrazowa (krajoznawcza) oraz fotografia aktu. W 2016 roku za osiągnięcia na niwie fotografii został uhonorowany statuetką Toruńskiego Flisaka. Jego prace zaprezentowano w Almanachu (1995–2017), wydanym przez Fotoklub Rzeczypospolitej Polskiej Stowarzyszenie Twórców. 
Brał aktywny udział w Międzynarodowych Salonach Fotograficznych, organizowanych pod patronatem FIAP, zdobywając wiele medali, nagród, wyróżnień, dyplomów, listów gratulacyjnych. Pokłosiem udziału w Międzynarodowych Salonach Fotograficznych (pod patronatem FIAP) było przyznanie Zygmuntowi Trylańskiemu (w 2015 roku) tytułu honorowego Artiste FIAP (AFIAP), w 2016 roku tytułu honorowego Excellence FIAP (EFIAP), tytułu honorowego Excellence FIAP Bronze (EFIAP/b) oraz (w 2019 roku) tytułu honorowego Excellence FIAP Silver (EFIAP/s) – przez Międzynarodową Federację Sztuki Fotograficznej, z siedzibą w Luksemburgu.

## Odznaczenia
- Złoty Medal „Za Zasługi dla Rozwoju Twórczości Fotograficznej”[29][30]
- Medal „Za Zasługi dla Fotografii Polskiej” (2018)[29]